# ألينا جونسون
ألينا جونسون (بالإنجليزية: Alaina Johnson)‏ هي لاعبة جمباز فني أمريكية، ولدت في 2 أكتوبر 1990.

## وصلات خارجية
- ألينا جونسون على موقع الاتحاد الدولي للجمباز (biography) (الإنجليزية)
- ألينا جونسون على موقع الاتحاد الأمريكي للجمباز (الإنجليزية)